# Karl-Georg Wellmann

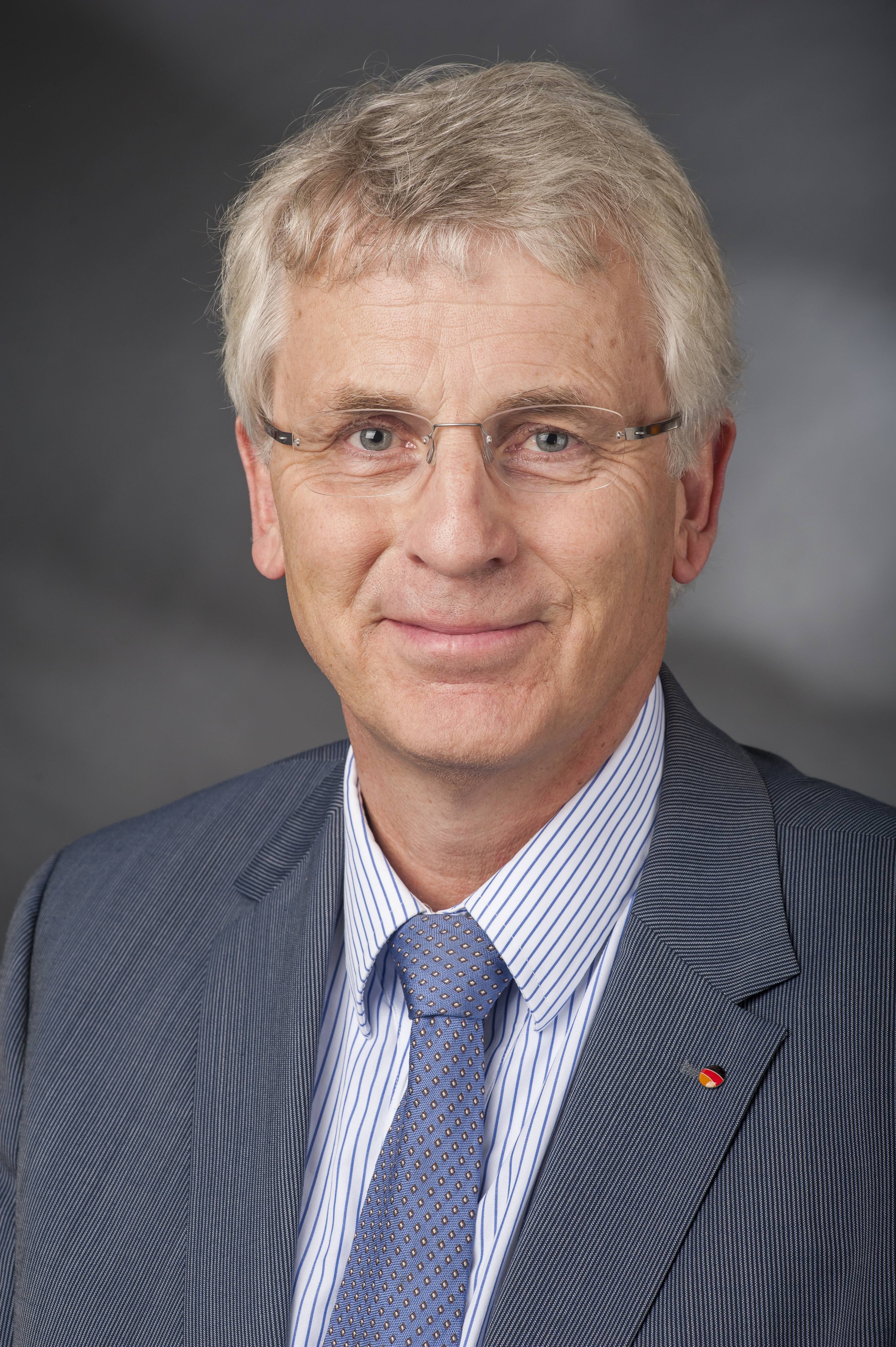
Karl-Georg Wellmann (2014)

Karl-Georg Ernst Gottlob Wellmann (* 18. November 1952 in Berlin) ist ein deutscher Politiker (CDU) und war von 2005 bis 2017 Mitglied des Deutschen Bundestages.

## Leben und Beruf
Wellmann wurde in Berlin-Dahlem geboren. Nach dem Abitur 1972 absolvierte er ein Studium der Betriebswirtschaftslehre und der Rechtswissenschaft an der Technischen und der Freien Universität Berlin, welches er 1978 mit dem ersten juristischen Staatsexamen beendete. Nach dem Referendariat legte er 1980 auch das zweite Staatsexamen ab und war anschließend zunächst als Rechtsanwalt tätig, bis er 1981 persönlicher Referent des Berliner Senators für Gesundheit und Soziales, Ulf Fink, wurde. 1985 ließ er sich wieder als Rechtsanwalt nieder. Seit 1997 ist er auch Notar.
Karl-Georg Wellmann ist verheiratet und hat drei Kinder.

## Partei
Zunächst war Wellmann Mitglied der SPD, 1972 trat er in die CDU ein und gehörte von 1979 bis 1980 dem Bundesvorstand der Jungen Union (JU) an.
Wellmann war Vorsitzender des CDU-Ortsverbandes Berlin-Dahlem. Von 2013 bis 2017 war er stellvertretender Kreisvorsitzender des CDU-Kreisverbandes Steglitz-Zehlendorf.

## Positionen
Zum Krieg in der Ukraine erklärte Wellmann am 19. Februar 2015 im ZDF-Morgenmagazin: „Es ist ein russischer Krieg, der dort geführt wird. Die Separatisten sind Werkzeuge der Russen.“ Es gebe „permanenten Zufluss von Munition, von Waffen, von Kämpfern, von Logistik aus Russland“.
Am 25. Mai 2015 wurde Wellmann, der Vorsitzender der deutsch-ukrainischen Parlamentariergruppe ist und als OSZE-Wahlbeobachter in der Ukraine tätig war, die Einreise in die Russische Föderation untersagt, obwohl eine Einladung von dem Vorsitzenden des Auswärtigen Ausschusses im Föderationsrat vorlag. Ihm wurde ein Einreiseverbot bis zum November 2019 ausgesprochen. Wellmann äußerte die Vermutung, dass er auf einer Liste mit Gegensanktionen zu den EU-Strafmaßnahmen stehe, die wegen des Konfliktes in der Ukraine verhängt wurden. Am 30. Mai 2015 wurde seine Vermutung durch die Veröffentlichung einer russischen Einreiseverbotsliste, auf der neben Wellmann weitere 88 Politiker und Militärvertreter aus Europa gelistet sind, bestätigt.

## Abgeordneter
Karl-Georg Wellmann, Mitglied der CDU-Landesgruppe Berlin, gehörte von 2001 bis 2005 dem Abgeordnetenhaus von Berlin an und war dort Sprecher der CDU-Fraktion für Stadtentwicklung und Umweltschutz.
Ab 2005 war Wellmann Mitglied des Deutschen Bundestages und für die CDU/CSU-Bundestagsfraktion als ordentliches Mitglied im Auswärtigen Ausschuss tätig. Er war ebenfalls ordentliches Mitglied der Parlamentarischen Versammlung der OSZE (OSZE-PV) und der parlamentarischen Versammlung des Europarates. Des Weiteren war Wellmann stellvertretendes Mitglied des Ausschusses für die Angelegenheiten der Europäischen Union und der interparlamentarischen Union.
Karl-Georg Wellmann war Mitglied der folgenden Parlamentariergruppen im Deutschen Bundestag:
- Vorsitzender der Deutsch-Ukrainischen Parlamentariergruppe
- Mitglied der Deutsch-Russischen Parlamentariergruppe
- Mitglied der Deutsch-Belarussischen Parlamentariergruppe
- Mitglied des Parlamentarischen Freundeskreis Berlin-Taipeh[12]
- Mitglied des  Parlamentskreises Mittelstand (PKM) der CDU/CSU-Bundestagsfraktion[13]

Karl-Georg Wellmann war direkt gewählter Abgeordneter des Wahlkreises Berlin-Steglitz-Zehlendorf. Bei der Bundestagswahl 2009 erreichte er 38,8 % der Erststimmen, gegenüber 40,0 % bei der Bundestagswahl 2005. Bei der Bundestagswahl 2013 erhielt er mit 42,5 % der Erststimmen sein bestes Ergebnis und damit zum dritten Mal in Folge das Direktmandat.
Im Deutschen Bundestag setzte sich Wellmann für die Intensivierung der Beziehungen nach Osteuropa ein und möchte, dass Berlin zu einer neuen Ost-West-Drehscheibe wird. Karl-Georg Wellmann befand sich für die OSZE-PV häufig als Wahlbeobachter im Einsatz. Als erster Abgeordneter der CDU forderte Karl-Georg Wellmann am 11. Januar 2012 Bundespräsident Christian Wulff zum Rücktritt auf.
In seinem Wahlkreis Berlin Steglitz-Zehlendorf hat sich Wellmann gemeinsam mit den Bürgerinitiativen gegen die Flugrouten über dem Berliner Südwesten zum neuen Berliner Großflughafen BER eingesetzt. Weiterhin engagierte sich Wellmann für den Erhalt der Domäne Dahlem und für einen besseren Lärmschutz für die Anwohner der A 115 (AVUS) im Ortsteil  Nikolassee. 
Für die Bundestagswahl 2017 wollte Wellmann erneut in seinem Wahlkreis antreten. Allerdings bekam er mit Thomas Heilmann, der bis Dezember 2016 Berliner Senator für Justiz und Verbraucherschutz war, einen Gegenkandidaten. Heilmann hatte sich gegen Wellmann bereits 2013 im Kampf um den Vorsitz des CDU-Kreisverbandes Steglitz-Zehlendorf durchgesetzt. Bei der ersten Abstimmung am 1. März 2017 erhielten beide Politiker nach mehreren Wahlgängen, in der noch eine weitere Kandidatin angetreten war, jeweils 245 Stimmen. Bevor es zur nächsten Abstimmung am 19. März 2017 kam, wurde Wellmann vorgeworfen Fälschungen von parteiinternen Umfragebögen veranlasst zu haben, was dieser jedoch bestritt. Bei der Abstimmung am 19. März 2017 setzte sich Heilmann schließlich mit 378 Stimmen zu 252 durch und wurde CDU-Direktkandidat für den Wahlkreis Steglitz-Zehlendorf. Somit ist Wellmann im September 2017 aus dem Bundestag ausgeschieden.

## Kontroverse
Wellmann geriet in die Kritik, als sein hochdotiertes Engagement für den ukrainischen Oligarchen Dmytro Firtasch bekannt wurde, der vor einer Auslieferung an die USA nach Wien geflüchtet war. Mit Firtasch baute Wellmann den Thinktank „Agentur für die Modernisierung der Ukraine“ auf und versuchte weitere Politiker als Unterstützer zu gewinnen. So warb er für die Oligarchen mit dem Argument, dass es „ohne sie nicht läuft, wenn man richtig Reformen machen will“ in der Ukraine. In Kreisen der gestürzten Janukowytsch-Regierung war Wellmann als „Lobbyist“ bekannt.

## Mitgliedschaften
Wellmann ist Mitglied in folgenden Institutionen.
- Berlin Hilft e. V., Vorsitzender des Vorstandes[24]
- Deutsch-Ukrainisches Forum e. V., Mitglied des Vorstandes[25]
- Transatlantic Leadership Academy (TLA), Mitglied des Vorstandes[13]
- Blue Riband Society, Mitglied des Advisory Board[26]
- Agentur für die Modernisierung der Ukraine (AMU)[27]
- Deutsche Gesellschaft für Auswärtige Politik (DGAP)[13]